# Incarville
Incarville är en kommun i departementet Eure i regionen Normandie i norra Frankrike. Kommunen ligger i kantonen Louviers-Nord som tillhör arrondissementet Les Andelys. År 2022 hade Incarville 1 352 invånare.

## Befolkningsutveckling
Antalet invånare i kommunen Incarville
Referens:INSEE